# Sidux
sidux (aptosid) – dystrybucja Linuksa typu Live CD oparta na niestabilnym wydaniu Debiana (sid). Standardowo Debian umożliwia instalację jedynie w wersji stabilnej i testowej przez obraz businesscard. Instalacja wersji (niestabilnej) sid następuje poprzez aktualizację systemu i może powodować problemy. Dystrybucja sidux ma za zadanie obejść to ograniczenie i umożliwić instalację wydania niestabilnego.
Początkowo rozwojem dystrybucji zarządzała The sidux Foundation, Inc., zarejestrowana w USA. Jednak obecnie zajmuje się tym organizacja non-profit – sidux e.V. mająca swoją siedzibę w Berlinie, w Niemczech.
Projekt sidux został przemianowany na aptosid i od 11 września 2010 jest rozwijany pod nową nazwą.

## Cechy
Głównym priorytetem wydania sidux jest zapewnienie zgodności pakietów z Debianem Sid, przy jak najmniejszej ingerencji w nie. Repozytorium sidux unika pakietów podejrzanych o wadliwe działanie.

## Nazewnictwo
Nazwa została zaczerpnięta z Debiana Sid, na którym się opiera i jest zawsze pisana małą literą. Nazwy wydań pochodzą z greckiej mitologii.

## Kolejne wydania
| Wydanie       | Nazwa                           |
| ------------- | ------------------------------- |
| 2007-01       | chaos "Χάος"                    |
| 2007-02       | tartaros "Τάρταρος"             |
| 2007-03       | gaia "Γαια"                     |
| 2007-04       | eros "Ερως"                     |
| 2007-04.5     | eros "Ερως" (Christmas-Special) |
| 2007-04.5 DVD | eros "Ερως" (DVD)               |
| 2008-01       | nyx "Νυξ"                       |
| 2008-02       | erebos "Ερεβος"                 |
| 2008-03       | ourea "Ωυρεα"                   |
| 2008-04       | pontos "Ποντος"                 |
| 2008-04 DVD   | pontos "Ποντος"                 |
| 2009-01       | ouranos "Οὐρανος"               |
| 2009-02       | aithēr "Αιθήρ"                  |
| 2009-03       | momos "Μώμος"                   |
| 2009-04       | moros "Μόρος"                   |
| 2010-01       | hypnos                          |
| 2010-02       | keres                           |
| 2010-03       | apate                           |
| 2011-01       | geras                           |
| 2011-02       | imera                           |
| 2011-03       | ponos                           |
| 2010-01       | hypnos                          |
| 2012-01       | thanatos                        |
| 2013-01       | hesperides                      |